# 원작
원작(原作)은 원래의 작품, 즉 다른 매체(애니메이션, 영화, 만화, 소설 등)로의 각색의 기반이 된 작품을 말한다. 원작이란 말은 다른 매체 등으로 각색이 된 작품에 사용하는 말로써, 다른 매체로 각색되지 않은 작품에는 원작이라는 말을 사용하지 않는다. 유명한 원작이 있을 경우, 그 원작의 명성으로 인한 홍보 효과와 안정된 구매층(원작의 팬)이 확보되는 이점이 있어, 일부 매체에서는 오리지널 스토리로 가는 것보다는 유명한 원작에 편승하는 경우가 많다. 그러한 이유 덕분인지. 대개 유명한 원작을 바탕으로 한 작품은 원작의 인기를 이용하기도 한다. 다른 매체로의 각색 과정에서, 원작의 설정을 무시하는 경우도 많다. 요즘에는 미디어 믹스가 많아져서 원작이 여러 가지 매체로 나오곤 한다. 예를 들자면 만화가 애니메이션이 되고 소설이 되고 영화가 되는 식.